# Petrovce (Banská Bystrica)
|  | Per a altres significats, vegeu «Petrovce». |

Petrovce és un poble i municipi d'Eslovàquia. Es troba a la regió de Banská Bystrica.

## Història
La primera menció escrita de la vila es remunta al 1427.

## Demografia
| Godina             | 1994 | 2004   | 2014    | 2024   |
| ------------------ | ---- | ------ | ------- | ------ |
| Nombre de persones | 296  | 259    | 233     | 210    |
| Diferència         |      | −12,5% | −10,03% | −9,87% |

| Godina             | 2023 | 2024   |
| ------------------ | ---- | ------ |
| Nombre de persones | 201  | 210    |
| Diferència         |      | +4,47% |